# Alexander Gordon Smith
Alexander Gordon Smith (27. února 1979 Norwich) je anglický spisovatel, scenárista, novinář, vydavatel, spolumajitel produkční společnosti. Je autorem knih pro děti a mládež, populárně naučných knih a thrillerů.

## Život a dílo
Narodil se v Norwichi, považuje se za Skota, odkud pochází jeho rodina. První příběhy psal již v dětství. Po ukončení školy začal psát literaturu faktu, včetně několika dětských knih o vesmíru a zeměpisu. V letech 2000–2003 studoval angličtinu a americkou literaturu na University of East Anglia.
V roce 2004 vydal průvodce tvůrčím psaním Inspired Creative Writing, navazující průvodce Writing Bestseller Children's Books byl publikován v roce 2007. V roce 2006 založil společně s Nathanem Hamiltonem nezávislé nakladatelství Egg Box Publishing, které propaguje nové talentované spisovatele a básníky. Aby finančně udržel Egg Box, založil na krátkou dobu další společnost s názvem Box of Words. Ta dodávala komerční redakční obsah pro knihy a časopisy, projekty jako časopis Akta X a Scooby Doo. Je spoluzakladatelem produkční společnosti Fear Driven Films, která se zaměřuje především na horory. Založil také společnost Inkling Studios, která se specializuje na tvorbu knih, filmů, televizních programů a počítačových her pro děti a mládež. V roce 2009 byl jmenován Courvoisier Future 500 jako jeden z nejslibnějších mladých podnikatelů ve Spojeném království.  Je autorem článků, povídek, komiksů Scooby Doo, atlasů světa, příběhů o vraždách v Midsomeru aj. Pořádá přednášky a workshopy o tvůrčím psaní po celém světě.
Svou první knihu The Inventors napsal se svým devítiletým bratrem, kniha byla vydána v roce 2007. Pokračování The Inventors and the City of Stolen Souls vyšlo v červnu 2008. Pro děti vyšla série pěti románů Escape from Furnace (Lockdown, Solitary, Death Sentence, Fugitives, Execution). Pod jménem Alex Smith napsal knihy s detektivem Robertem Kettem.

## Česky vydané knihy
- Lockdown, 2021 (Lockdown, 2009)[9]
- Samotka, 2021 (Solitary, 2009)[10]
- Rozsudek smrti, 2023 (Death Sentence, 2011)[11]
- Město strachu, 2023 (Fugitives, 2010)[12]
- Poprava, 2024 (Execution, 2013)[13]

#### Po jménem Alex Smith
- Doručovatelky, 2022 (Paper Girls 2019)[14]
- Zlý pes, 2022 (Bad Dog, 2019)[15]
- Tři malá prasátka, 2023 (Three Little Pigs, 2020)[16]
- Smrtící kolotoč, 2023 (Whip Crack, 2020)[17]

- Zajíci, utíkej, 2024 (Run Rabbit Run, 2020)[18]